# Manfred Graul
Manfred Graul (* 14. November 1953 in Wurzen) war Fußballspieler in der DDR. In deren höchster Fußballklasse Oberliga spielte er für Chemie Leipzig und Chemie Böhlen.

## Sportliche Laufbahn
Graul begann 1960 bei der SG Dynamo Wurzen Fußball zu spielen. Mit 15 Jahren wechselte er 1969 zur Betriebssportgemeinschaft (BSG) Chemie Leipzig, wo er zunächst in der Jugend- und danach in der Juniorenmannschaft spielte. Zur Saison 1972/73 wurde der 1,70 m große Graul, der inzwischen seine Lehre zum Schlosser abgeschlossen hatte, für die Oberligamannschaft der Leipziger nominiert. Bis zu seinem ersten Einsatz in der Oberliga musste Graul jedoch bis zum 19. Spieltag warten. Am 5. Mai 1973 wurde er während des Spiels Chemie Leipzig – Hansa Rostock in der 66. Minute eingewechselt. Zwischen dem 22. und dem letzten Spieltag kam Graul zu weiteren fünf Vollzeiteinsätzen im Angriff. Daran konnte er in der Saison 1973/74 nicht anknüpfen, denn er war lediglich Ersatzspieler und wurde wieder nur in sechs Oberligaspielen eingesetzt, von denen er nur eines als Mittelfeldspieler über 90 Minuten bestritt.
Am Saisonende musste Chemie Leipzig in die zweitklassige DDR-Liga absteigen. Infolge einer Meniskusverletzung konnte Graul nur sieben Punktspiele bestreiten und hatte so 1974/75 nur wenig Anteil an der sofortigen Rückkehr in die Oberliga. In der folgenden Oberligasaison 1975/76 schien Graul den Sprung zum Stammspieler geschafft zu heben, denn in den ersten neuen Punktspielen wurde er siebenmal im Mittelfeld eingesetzt. Im November 1975 wurde er jedoch für eineinhalb Jahre Militärdienst eingezogen. Während dieser Zeit konnte er bei der Armeesportgemeinschaft Vorwärts Plauen in der DDR-Liga weiter Fußball spielen.
Im Mai 1977 kehrte Graul zu Chemie Leipzig zurück, spielte dort aber wegen des 1976 erfolgten Abstiegs weiterhin in der DDR-Liga. Die Leipziger scheiterten in der Aufstiegsrunde ebenso wie 1978. Erst in der Saison 1978/79 gelang die Rückkehr in die Oberliga. An diesem Erfolg hatte Graul mit 26 Punktspieleinsätzen und fünf Toren einen maßgeblichen Anteil. In seiner vierten Oberligasaison 1979/80 war er mit 21 Punktspieleinsätzen eine feste Größe im Mittelfeld der Leipziger Mittelfeld.
Nachdem Graul im Sommer 1980 erneut mit Chemie Leipzig abgestiegen war, verließ er die BSG zunächst mit unbekanntem Ziel. In der Rückrunde der Saison 1980/81 spielte er für den Oberligaaufsteiger BSG Chemie Böhlen. Zwischen dem 14. und 24. Spieltag wurde er in acht Oberligapartien als Mittelfeldspieler eingesetzt. Der Neuling Böhlen schaffte den Klassenerhalt nicht, und so stieg Graul auch mit den Böhlenern wieder in die DDR-Liga ab. Bis zum Ende der Hinrunde 1981/82 absolvierte er noch acht DDR-Liga-Spiele, um danach wieder zu Chemie Leipzig, nach wie vor DDR-Ligist, zurückzukehren. Mit Platz vier in der C-Staffel blieb der Oberligaaufstieg in weiter Ferne, erst 1982/83 schafften die Leipziger die Rückkehr in die Oberliga. Daran hatte Graul mit 22 Punktspieleinsätzen und vier Toren wie 1979 wieder erheblichen Anteil. Nach diesem Erfolg spielte der inzwischen 30-Jährige seine letzte Oberligasaison. Zunächst bestritt er jeweils voll die ersten 12 Punktspiele, danach verletzte er sich im 13. Punktspiel und wurde danach nur noch zwischen dem 17. und 21. Spieltag in drei weiteren Oberligaspielen eingesetzt. Sein letztes Oberligaspiel bestritt Manfred Graul am 7. April 1984 in Leipzig gegen den FC Vorwärts Frankfurt. Er wurde in der 73. Minute für die restliche Spielzeit eingewechselt. Mit diesem Spiel war er auf insgesamt 64 Oberligaeinsätze gekommen, 56 für Chemie Leipzig, 8 für Chemie Böhlen. Er erzielte insgesamt vier Punktspieltore, die er alle für Leipzig schoss.
Nach seiner aktiven Laufbahn war er als Platzwart bei Chemie Leipzig tätig.